# Operation IceBridge

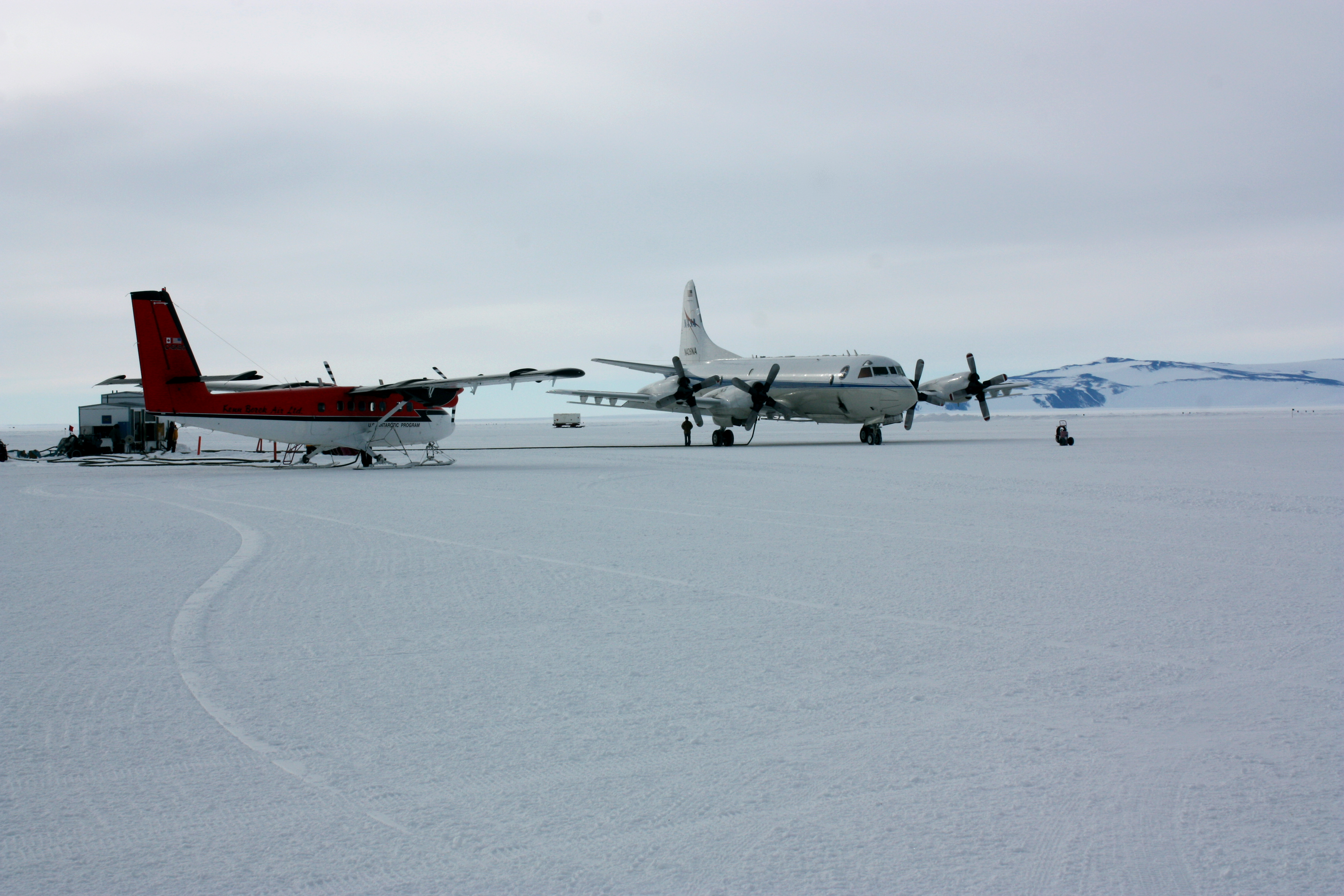
Für Operation IceBridge eingesetzte Flugzeuge P-3B und Twin Otter

Operation IceBridge ist ein Projekt der NASA, das von 2009 bis 2019 die Veränderungen im polaren Eis der Arktis und Antarktis vom Flugzeug aus beobachtete. Das Projekt füllt die Datenlücke, die durch den Ausfall des Satelliten ICESat im Oktober 2009 entstand. 2019 ging der 2018 gestartete Nachfolgesatellit ICESat-2 in den Betrieb.
Die NASA benutzte vorwiegend zwei Flugzeuge vom Typ Lockheed P-3 beziehungsweise Boeing P-8 sowie verschiedene andere kleinere Typen. Die Flugzeuge waren mit Messgeräten ausgestattet, um die Oberflächenstruktur und Dicke der Eisschicht sowie die darunterliegende Topographie zu erfassen.
Missionen in die Arktis wurden von Thule in Grönland, solche in die Antarktis von Punta Arenas in Chile aus geflogen.
Dank IceBridge konnte, nach Einschätzung von am Projekt beteiligten Wissenschaftlern, das Wissen über die Kryosphäre der Erde fundamental erweitert werden. Ein Teil der Daten war auch 2021 noch nicht ausgewertet.